# Las Vueltas
Las Vueltas é um município do departamento de Chalatenango, em El Salvador. Sua população estimada em 2007 era de 940 habitantes.